# Argos (Band)
Argos ist eine deutsche Canterbury- und Retro-Prog-Band.

## Geschichte
Die Band wurde 2005 von dem Multiinstrumentalisten Thomas Klarmann in Mainz gegründet. Gemeinsam mit Robert Gozon, den er auf einer Feier kennenlernte, und dem Schlagzeuger und Komponisten Ulf Jacobs nahm er 2008 das Debütalbum Argos auf, das seit 2009 weltweit erhältlich ist.
Am 15. April 2010 erschien das zweite Studioalbum Circles, auf dem der anfängliche Gastgitarrist Rico Florczak erstmals als festes Bandmitglied zu hören ist. Ende 2012 folgte in der gleichen Besetzung das dritte Album Cruel Symmetry. 
Die Band absolviert seit 2013 mehrere Konzerte in Deutschland, England (Summer‘s End Festival) und Polen. 2018 folgte der Wechsel zum englischen Label Bad Elephant. 
Nach einer kurzen Tour im Herbst 2019 stieg der langjährige Gitarrist Rico Florczak aus. 
2021 erscheint das nunmehr sechste Album The Other Life, auf dem erstmals der neue Gitarrist und Produzent Bogáti-Bokor Ákos zu hören sein wird.

## Stil und Rezeption
Argos spielt vom Progressive Rock der frühen 1970er Jahre inspirierten Retro-Prog. Als Einflüsse nennt die Band Canterbury- und Progressive-Rock-Größen wie Genesis, Yes, Caravan, Gentle Giant und Hatfield and the North, aber auch Indie-/Jazzrock-Bands wie XTC und Esbjörn Svensson Trio. Das Album Argos stieß zunächst auf nur wenig positive Kritik, da eigenständige Elemente nur begrenzt vorhanden waren; vor allem der Gesang wurde oft bemängelt. 
Mit dem Folgealbum Circles wurde der Canterbury-Anteil ein wenig zurückgenommen und der Stil hin zum symphonischen Retro-Prog, wie ihn etwa Van der Graaf Generator spielen, entwickelt, was weitgehend positiv aufgenommen wurde.
So schreibt Andreas Schiffmann für musikreviews.de:

„‚Circles‘ transferiert Altbekanntes mit frischem Sound in luftige Arrangements und ganz unverkrampften Kunstrock, der einst funktioniert hätte und selbst heute noch stichhaltig ist. Ohne Wehmut oder Behäbigkeit ziehen IQ, JADIS und die weniger kauzigen Vertreter bundesdeutscher Rockgeschichte vorbei.“

Für die weiteren Veröffentlichungen fuhr Argos ebenfalls sehr viel Lob ein. So schreibt Thomas Kohlruß auf den Babyblauen Seiten zum Album A Seasonal Affair:
Argos erschaffen filigrane Tondichtungen mit dichten instrumentalen Geflechten aus sanften Synthieflächen, elegantenTastenläufen, sirrenden und flirrenden Gitarrenparts über einem filigranen, aber recht abwechslungsreichen Rhythmusgeflecht.

2022 waren Argos auch live aktiv und konnten hierfür einen Gastmusiker verpflichten. Alexei Tolpygo ist ein in Lissabon lebender russischer Staatsgeiger und Multiinstrumentalist. Er sagte Folgendes: "Es sind die großartigen Kompositionen, vor allem die von Thomas Klarmann, die den Unterschied ausmachen. Auch der an Peter Hammill erinnernde Gesang von Robert Gozon ist durchaus besonders und vor allem sehr stark."

## Diskografie
- 2009: Argos
- 2010: Circles
- 2012: Cruel Symmetry
- 2015: A Seasonal Affair
- 2018: Unidentified Dying Objects
- 2021: The Other Life
- 2024: Halfway Between Heaven and Mirth